# Zerobaseone
Zerobaseone (stiliserad med versaler; förkortad ZB1; koreanska: 제로베이스원  ) är ett sydkoreanskt pojkband som bildades genom Mnets uttagningstävling Boys Planet och idag styrs deras aktiviteter av musikbolaget WakeOne. Gruppen är skapad som en projektgrupp (Kpop) och kommer vara aktiv i två år och sex månader från sitt debutdatum. Gruppen består av nio medlemmar: Kim Ji-woong, Zhang Hao, Sung Han-bin, Seok Matthew, Kim Tae-rae, Ricky, Kim Gyu-vin, Park Gun-wook och Han Yu-jin. 
Zerobaseone debuterade den 10 juli 2023 med den utökade EP:n Youth in the Shade. Albumet hade en framgångsrik lanseringen, med över två miljoner sålda exemplar i världen. Albumet toppade sydkoreanska listan Circle Album Chart och var bland de bäst säljande albumen världen över, enligt International Federation of the Phonographic Industry (IFPI). Dessutom kom EP:ns ledande singel, "In Bloom", in på Billboard Global 200.

## Bakgrund
Zerobaseone bildades genom tv-bolaget Mnets uttagningstävling Boys Planet, som sändes från den 2 februari till 20 april 2023. Programmet hade 98 tävlande deltagare från hela världen, främst från Sydkorea, Kina, Hongkong, Taiwan, Japan, Thailand, Vietnam, USA och Kanada. Under programmet tävlade deltagarna i olika sång och dansutmaningar för att visa upp sina talanger och få röster av tittarna. Till skillnad från tidigare tävling avgjordes den slutliga gruppsammansättningen helt av tittarnas röster och av de 98 tävlande skulle endast de nio bästa komma med i gruppen. Alla medlemmar presenterades i finalavsnittet, som sändes live inför publik den 20 april 2023 i Jamsil arena. På första plats kom Zhang Hao från Kina. 
Innan medverkan i programmet hade flera medlemmar redan varit aktiva inom underhållningsbranschen. Kim Ji-woong var medlem i gruppen INX och har senare medverkat i flera BL- webbserier, som Kissable Lips och Roommates of Poongduck 304. I båda serier spelade han mot Yoon Seobin. År 2020 tävlade Kim Tae-rae i den tävlingsinriktade sångshowen Top 10 Student. År 2021 tävlade Park Gun-wook i överlevnads-realityshowen Wild idol. Han kom dock inte med i den slutgiltiga uppställningen av gruppen TAN.

## Medlemmar
- Kim Ji-woong ( 김지웅 )
- Zhang Hao (章昊; 장하오 )
- Sung Han-bin ( 성한빈 ) – ledare
- Seok Matthew ( 석매튜 )
- Kim Tae-rae ( 김태래 )
- Ricky (沈泉锐; 리키 )
- Kim Gyu-vin ( 김규빈 )
- Park Gun-wook ( 박건욱 )
- Han Yu-jin ( 한유진 )

## EP

### Koreanska releaser
| Title                                                                       | Details                                                                                         | Huvudsingel   | Listplaceringar | Listplaceringar | Listplaceringar | Listplaceringar | Listplaceringar | Listplaceringar |
| Title                                                                       | Details                                                                                         | Huvudsingel   | KOR             | BEL (FL)        | JPN             | JPN Hot         | SWE             | US              |
| --------------------------------------------------------------------------- | ----------------------------------------------------------------------------------------------- | ------------- | --------------- | --------------- | --------------- | --------------- | --------------- | --------------- |
| Youth in the Shade                                                          | - Release: 10 juli, 2023 - Skivbolag: WakeOne - Utgåvor: CD, digital nerladdning, streaming     | "In Bloom"    | 1               | 114             | 2               | 12              | 4               | —               |
| Melting Point                                                               | - Release: 6 november, 2023 - Skivbolag: WakeOne - Utgåvor: CD, digital nerladdning, streaming  | "Crush"       | 2               | 85              | 2               | 31              | 19              | —               |
| You Had Me at Hello                                                         | - Release: 13 maj, 2024 - Skivbolag: WakeOne - Utgåvor: CD, digital nerladdning, streaming      | "Sweat"       | 1               | 80              | 1               | 23              | —               | —               |
| Cinema Paradise                                                             | - Release: 26 augusti, 2024 - Skivbolag: WakeOne - Utgåvor: CD, digital nerladdning, streaming  | "Good so bad" | 1               | 174             | 4               | 70              | —               | —               |
| Blue Paradise                                                               | - Release: 24 februari, 2025 - Skivbolag: WakeOne - Utgåvor: CD, digital nerladdning, streaming | "Blue"        | 1               | —               | 1               | 38              | —               | 28              |
| "—" betyder att albumet inte hamnade på listan eller inte släpptes i landet |                                                                                                 |               |                 |                 |                 |                 |                 |                 |

## Videografi

### Musikvideor
| Låttitel           | År   | Regissör(er)                         | Ref.   |
| ------------------ | ---- | ------------------------------------ | ------ |
| "In bloom"         | 2023 | Kim In-tae (AFF)                     | [ 13 ] |
| "Crush"            | 2023 | Oui Kim (OUI), Song Hui-won          |        |
| "Melting point"    | 2023 | Wasabimayo (Sauce factory)           |        |
| "Yura Yura"        | 2024 | Dongyeon Kang (725) (SL8 Visual Lab) |        |
| "Sweat"            | 2024 | Swisher Film                         |        |
| "Feel the pop"     | 2024 | Kim Ja-kyeong (Flexible pictures)    |        |
| " Good so bad"     | 2024 | Dongyeon Kang (725) (SL8 Visual Lab) |        |
| "Only one story"   | 2024 |                                      |        |
| "Now or never"     | 2025 | Shin Hee-won                         |        |
| " Doctor! Doctor!" | 2025 | Han Dae-hee                          |        |
| "Blue"             | 2025 | Dongyeon Kang (725) (SL8 Visual Lab) |        |